# 汝拉山
汝拉山（法語： 法語發音：[ʒyʁa] ⓘ，德語發音：[ˈjuːra] ⓘ），又译侏罗山，是一座位于阿尔卑斯山以北的山脉，横跨法国、瑞士和德国三国，分隔莱茵河和罗讷河。
在法国，山脉主要覆盖弗朗什-孔泰大区，并向南伸延至其最高峰雪脊所在地罗讷-阿尔卑斯大区安省以东。在瑞士，侏罗山覆盖与法国的边境州份：巴塞尔州、索洛图恩州、汝拉州、伯尔尼州、纳沙泰尔州和沃州。瑞士侏罗山地区自18世纪起实现工业化，是钟表制造业的主要中心。故此，该区在海拔较高处也有一些大城市，如拉紹德封、圣克鲁瓦等，但自约1960年起，该区人口呈下降趋势。在德国，侏罗山比较低矮，覆盖巴伐利亚。
法国的汝拉省和瑞士的汝拉州都以侏罗山命名。地質上的侏羅紀即源於此。而“Jura”則來自於凱爾特語詞根“jor-”，意思是“森林”。